# Platino (banda)
Platino fue una banda musical española de género pop rock, formada en la ciudad de Valencia en 1982.
Sus primeros integrantes fueron Javier Alastrue (bajo y voz), Paco Viana (voz líder y guitarra) y Richelieu “Richi” Morris (teclados, percusión y voz).
Anteriormente se llamaron el grupo Less que se formó en 1977, integrada también por Nacho Mañó y Juan Carlos Mellado. Se presentaron en diferentes eventos de acontecimientos y salas de Valencia, además interpretaban en sus inicios temas musicales de sus artistas favoritos como Eagles, Neil Young, América, entre otros. 
En 1982 deciden cambiar de nombre por Platino y lanzan su primer tema musical ese mismo año titulado Voces de agua. En 1983 fueron una de las bandas musicales invitadas para participar en el Festival Aldaya Rock, que era dirigido principalmente a bandas intérpretes de género rock pesado y heavy metal.
En 1983 se publica su primer álbum discográfico titulado Se puede decir, del cual se extrae su primer sencillo titulado igual que el propio álbum. Este álbum en formato EP, se grabó en los estudios de "Audiofilm" en Madrid bajo la producción de Carlos García Vaso, integrante del grupo Azul y Negro. La canción Se puede decir fue escrita y compuesta por su vocalista Paco Viana. Posteriormente, y de este mismo álbum, se extrae su segundo sencillo titulado Obsesión. 
En 1984 publicaron otro álbum titulado Esas chicas, del cual se extrajo el primer tema musical del mismo titulado Servicio Especial. Ese mismo año el grupo se disolvió definitivamente.